# Tual-Rem
Tual-Rem ist eine osttimoresische Siedlung im Suco Nuno-Mogue (Verwaltungsamt Hato-Udo, Gemeinde Ainaro).

## Geographie und Einrichtungen
Das Dorf liegt im Süden der Aldeia Hatu-Builico, in einer Meereshöhe von 1845 m. Eine kleine Straße verbindet den Ort mit Morocati im Norden und Tucarocoiloco (Aldeia Tucaro) im Süden.
In Tual-Rem befindet sich eine Grundschule.